# مرد رادیواکتیوی (کمیک)
مرد رادیواکتیوی نام دو شخصیت تخیلی در کتاب‌های کامیک مارول کامیکس می‌باشد. این کاراکتر به وسیلهٔ استن لی و جک کربی خلق شده و در سفر به اسرار شمارهٔ ۹۳ام (جون ۱۹۶۳) برای اولین بار معرفی شد.